# Топільниця (річка)
Топі́льниця (інші назви — Топільничка, Топільничанка) — річка в Україні, в межах Самбірського району Львівської області. Права притока Дністра (басейн Чорного моря).

## Опис
Довжина 19 км, площа басейну 108 км². Топільниця — типово гірська річка. Дно кам'янисте, течія швидка, річище слабозвивисте. Після сильних дощів чи під час відлиги бувають паводки. Вода річки використовується для місцевих господарських потреб.

## Розташування
Топільниця бере початок на схід від села Тур'є. Тече в межах Верхньодністровських Бескидів переважно на північний захід. Впадає у Дністер на північно-східній околиці села Стрілок (неподалік від залізничної станції).

## Притоки
- Турянка, Жданий, Недільнянка, Ізбець (праві); Ділок, Сихильський, Мяговець (ліві).

Над річкою розташовані села: Тур'є і Топільниця.

## Галерея

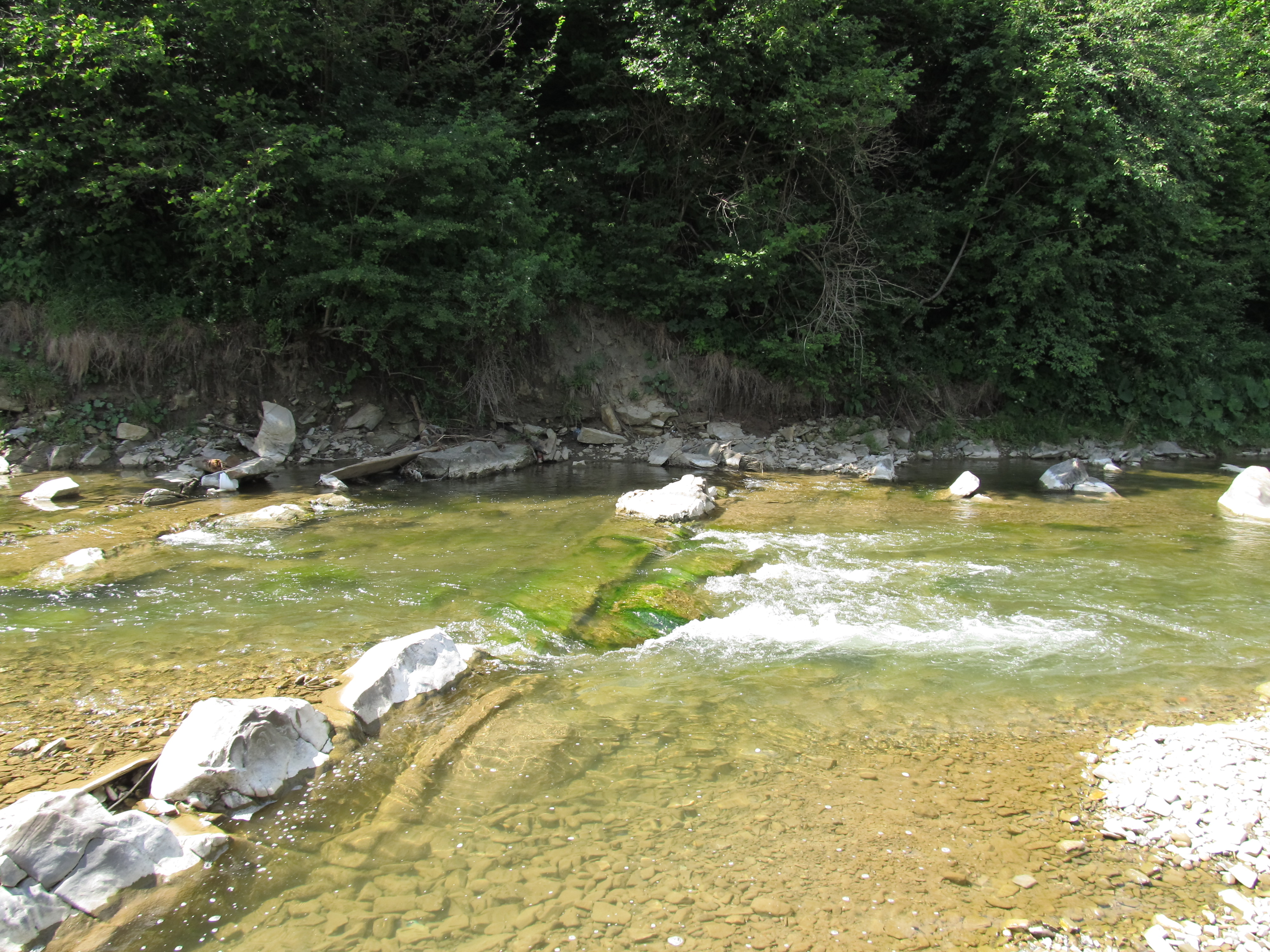
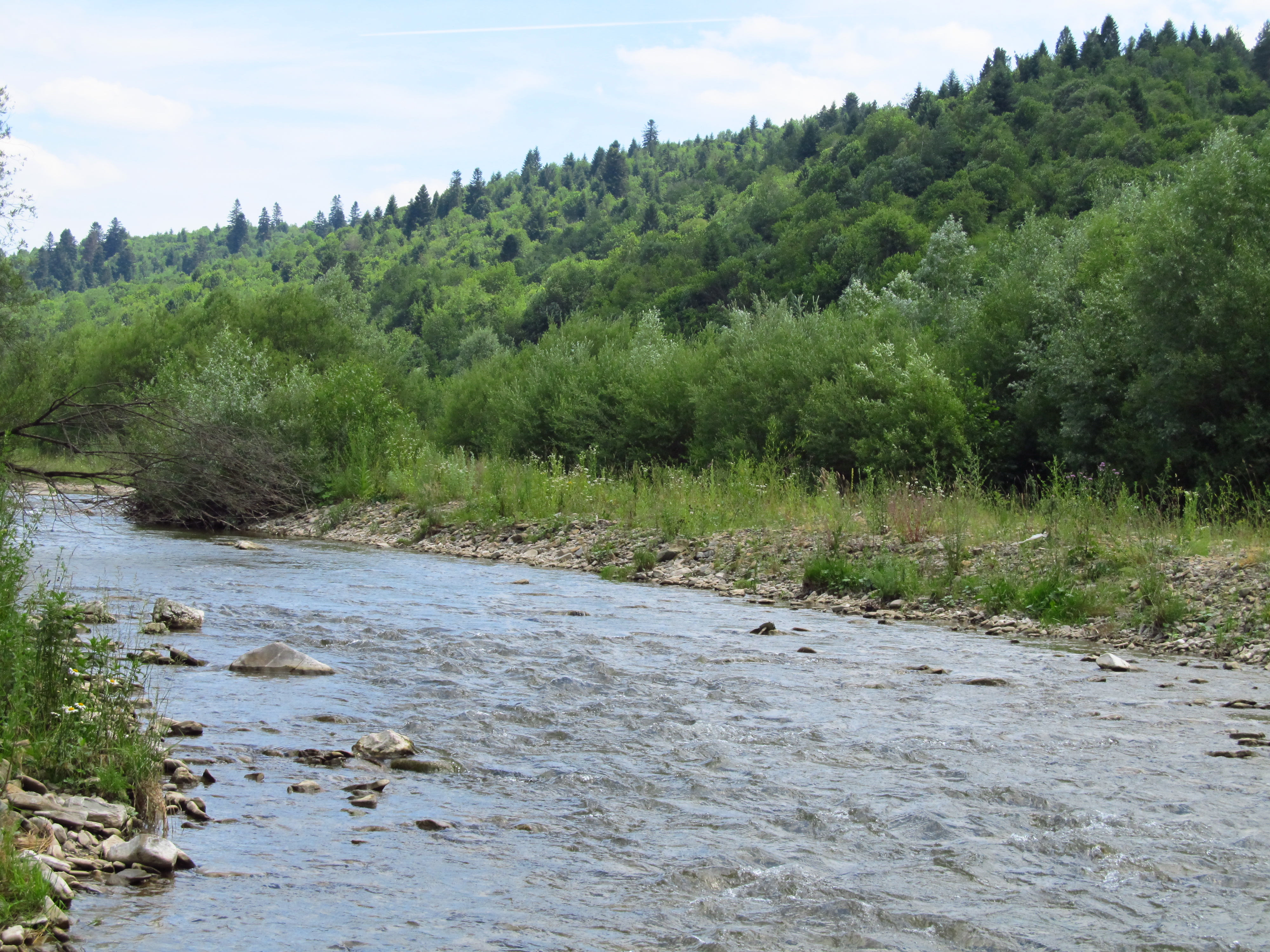
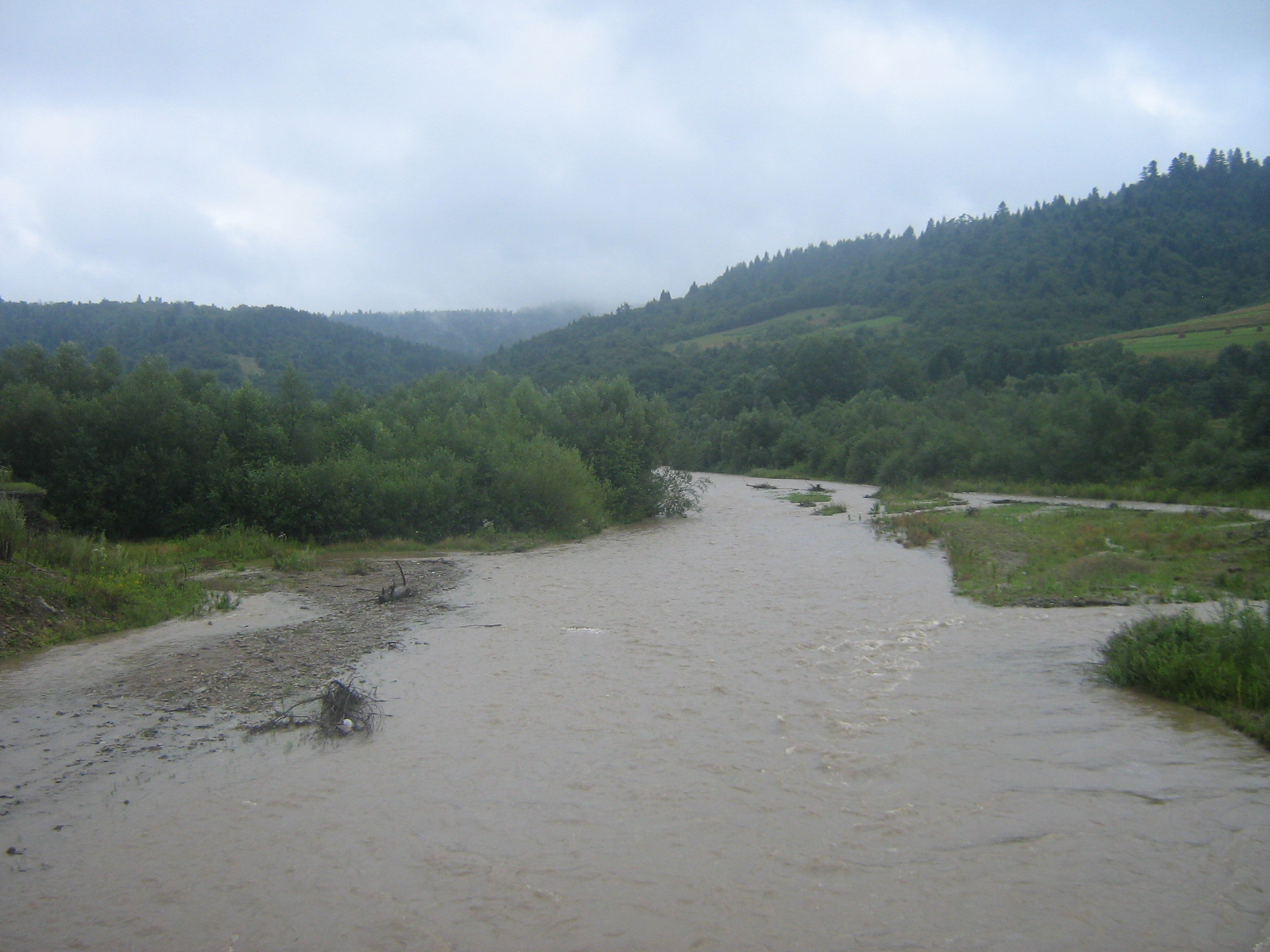